# دانیل دبین
دانیل دبین (به فرانسوی: Daniel Desbiens) نویسنده قرن بیستم میلادی اهل فرانسه است.